# 波列内波列县
波列内波列县一译平日柏县，是柬埔寨班迭棉吉省下辖的一个县。“波列内波列”在高棉语中意思是“神之眼”，故而柬埔寨华人亦称其为佛眼县。
据2008年人口普查，此县共有87,089人。